# Jonction à effet tunnel magnétique
La jonction à effet tunnel magnétique (MTJ pour Magnetic Tunneling Junction) désigne un dispositif développé pour la spintronique. Il produit une résistance électrique qui est fonction d'un champ magnétique appliqué extérieurement.
Physiquement, le dispositif est formé de la combinaison d'au moins trois couches minces : les deux couches externes sont en métal ferromagnétique alors que l'intérieur est plutôt un isolant. Lorsque l'isolant est suffisamment fin pour permettre le passage de certains électrons par effet tunnel quantique (quelques nanomètres), le spin des porteurs de charge s'avère conservé lors de la traversée. Cet effet a été observé expérimentalement par Ivar Giaever en 1960, puis par Paul Tedrow (de) et Bob Meservey en 1970 et Michel Jullière en 1975.
Le rôle des couches ferromagnétiques est de polariser en spin le courant électrique, par rapport à un champ magnétique externe qui oriente son aimantation, un peu comme un filtre Polaroid garantit une sortie de faisceau de lumière polarisée dans le plan souhaité. Dans le cas de deux électrodes réalisées avec des matériaux ayant des propriétés magnétiques différentes, on observe que la magnétorésistance présente un maximum marqué, lorsque le champ magnétique extérieur est supérieur à la coercivité de l'électrode magnétiquement douce et inférieure à la coercivité de l'électrode magnétiquement dure.
Ces effets peuvent avoir une intensité relative de 350 % à température ambiante, comme le rapportent des expériences récentes menées par IBM. L'intérêt commercial qui en résulte est très élevé, en relation avec la possibilité d'utiliser les dispositifs MTJ comme capteurs de champ magnétique, comme éléments de mémoire statiques ou dynamiques ou comme transistors pour circuits intégrés.

## Construction
Les contacts tunnel magnétiques modernes sont constitués de plusieurs couches superposées. Le noyau contient deux couches ferromagnétiques dont la direction de magnétisation peut être commutée par un champ magnétique externe. Ces couches ferromagnétiques sont séparées par une couche d'oxyde électriquement isolante. Il existe également des couches externes supplémentaires qui augmentent la stabilité thermique du contact tunnel magnétique. L'épaisseur des différentes couches individuelles se limite à quelques couches atomiques.

## Fonctionnement
Grâce à un champ magnétique externe, la direction de magnétisation des deux couches ferromagnétiques peut être contrôlée indépendamment l'une de l'autre. Lorsque les magnétisations sont alignées de la même manière, la probabilité que les électrons traversent la couche isolante est plus grande que lorsqu'ils sont alignés dans des directions opposées (antiparallèles). Cela permet à la résistance électrique du contact d'être commutée entre deux états de résistance différents ({\displaystyle \left\vert 0\right\rangle } et {\displaystyle \left\vert 1\right\rangle }). Étant donné que la magnétisation est conservée même sans alimentation supplémentaire, les contacts tunnel magnétiques conviennent à une utilisation dans les mémoires non volatiles.

## Réalisation
Les contacts tunnel magnétiques sont fabriqués à l'aide de la technologie des couches minces. La pulvérisation magnétron est utilisée pour produire des couches à l'échelle industrielle, mais l'épitaxie par jet moléculaire, l'évaporation par faisceau laser, l'évaporation par faisceau d'électrons et la pulvérisation par faisceau d'ions sont également utilisées à l'échelle du laboratoire. Les contacts réels sont créés par photolithographie. Des barrières tunnel en oxyde de magnésium (MgO) ont été développées depuis 2000. En 2009, des changements de résistance relative allant jusqu'à 600 % à température ambiante ont été obtenus avec les contacts CoFeB/MgO/CoFeB et même au-delà de 1100 % à une température de 4,2 K.

## Application
Les têtes de lecture des disques durs modernes fonctionnent aujourd'hui sur la base de contacts tunnel magnétiques. Les contacts tunnel magnétiques correspondants sont également utilisés comme capteurs à effet Hall. La RAM magnétorésistive (MRAM) utilise des jonctions à effet tunnel magnétique comme élément de stockage. À l’avenir, une utilisation dans des circuits spintroniques purs est également envisageable.

## Référence
1. ↑  (en) Weisheng Zhao, Xiaoxuan Zhao, Boyu Zhang et Kaihua Cao, « Failure Analysis in Magnetic Tunnel Junction Nanopillar with Interfacial Perpendicular Magnetic Anisotropy », Materials, vol. 9, no 1,‎ janvier 2016, p. 41 (ISSN 1996-1944, DOI 10.3390/ma9010041, lire en ligne)